# Gouvernement Benabderrahmane/Larbaoui
République algérienne démocratique et populaire
Djerad III Larbaoui II
Le gouvernement Benabderrahmane/Larbaoui est nommé le 7 juillet 2021,. Il est le gouvernement dirigé par Nadir Larbaoui, il s'agit du quatrième gouvernement formé sous la présidence de Abdelmadjid Tebboune.

## Historique
Après le remaniement de mars 2023, le gouvernement ne contient aucun ministre du FLN (en dehors du président de la République), tandis que le mouvement Bina possède deux ministres. D'une manière générale, il s'agit d'un gouvernement de technocrates cadres administratifs.
Le 11 novembre 2023, le président Tebboune a remplacé Aïmene Benabderrahmane par Nadir Larbaoui. Le gouvernement n'ayant pas démissionné, le nouveau Premier ministre n'est donc pas chargé de former un nouveau gouvernement.

## Composition

### Gouvernement du 7 juillet 2021

#### Composition initiale
Le 30 juin 2021, le président de la République Abdelmadjid Tebboune nommé Aïmene Benabderrahmane comme Premier ministre.
Le gouvernement est formé le 7 juillet. Il entre en fonction le lendemain.
Les nouveaux ministres sont indiqués en gras, ceux ayant changé d'attributions en italique.
- Premier ministre, ministre des Finances : Aïmene Benabderrahmane
- Ministre de la Défense nationale : Abdelmadjid Tebboune
- Ministre des Affaires étrangères et de la Communauté nationale à l'étranger : Ramtane Lamamra
- Ministre de l'Intérieur, des Collectivités locales et de l'Aménagement du territoire : Kamel Beldjoud
- Ministre de la Justice, garde des Sceaux : Abderrachid Tebbi
- Ministre des l'Énergie et des Mines : Mohamed Arkab
- Ministre de la Transition énergétique et des Énergies renouvelables : Ben Attou Ziane
- Ministre des Moudjahidine et des Ayants droit : Laïd Rebigua
- Ministre des Affaires religieuses et des Wakfs : Youcef Belmehdi
- Ministre de l'Éducation nationale : Abdelhakim Belabed
- Ministre de l'Enseignement supérieur et de la Recherche scientifique : Abdelbaqi Benziane
- Ministre de la Formation et de l’Enseignement professionnels : Yacine Merabi
- Ministre de la Culture et des Arts : Wafa Chaâlal
- Ministre de la Jeunesse et des Sports : Abderezak Sebgag
- Ministre de la Numérisation et des Statistiques :  Hocine Cherhabil
- Ministre de la Poste et des Télécommunications : Karim Bibi Triki
- Ministre de la Solidarité nationale, de la Famille et de la Condition de la femme : Kaouthar Krikou
- Ministre de l'Industrie : Ahmed Zeghdar
- Ministre de l'Agriculture et du Développement rural : Abdelhamid Hamdani
- Ministre de l'Habitat, de l’Urbanisme et de la Ville : Tarek Belarbi
- Ministre du Commerce et de la Promotion des exportations : Kamel Rezig
- Ministre de la Communication : Ammar Belhimer
- Ministre des Travaux publics : Kamel Nasri
- Ministre des Transports : Aïssa Bekkai
- Ministre des Ressources en eau : Karim Hasni
- Ministre du Tourisme et de l’Artisanat : Yacine Hammadi
- Ministre de la Santé : Abderrahmane Benbouzid
- Ministre du Travail, de l'Emploi et de la Sécurité sociale : Abderrahmane Lahfaya
- Ministre des Relations avec le Parlement : Basma Azouar
- Ministre de l’Environnement : Samia Moualfi
- Ministre de la Pêche et des Productions halieutiques : Hichem Sofiane Salaouatchi
- Ministre de l'Industrie pharmaceutique : Lotfi Benbahmad

- Ministres délégués :
  - Ministre délégué chargé des Micro-entreprises : Nassim Diafat
  - Ministre délégué chargé de l’Économie de la connaissance et des Starts-up : Yacine Oualid

#### Remaniement du 11 novembre 2021
Les nouveaux ministres sont indiqués en gras, ceux ayant changé d'attributions en italique.
- Premier ministre, ministre des Finances : Aïmene Benabderrahmane
- Ministre de la Défense nationale : Abdelmadjid Tebboune
- Ministre des Affaires étrangères et de la Communauté nationale à l'étranger : Ramtane Lamamra
- Ministre de l'Intérieur, des Collectivités locales et de l'Aménagement du territoire : Kamel Beldjoud
- Ministre de la Justice, garde des Sceaux : Abderrachid Tebbi
- Ministre des l'Énergie et des Mines : Mohamed Arkab
- Ministre de la Transition énergétique et des Énergies renouvelables : Ben Attou Ziane
- Ministre des Moudjahidine et des Ayants droit : Laïd Rebigua
- Ministre des Affaires religieuses et des Wakfs : Youcef Belmehdi
- Ministre de l'Éducation nationale : Abdelhakim Belabed
- Ministre de l'Enseignement supérieur et de la Recherche scientifique : Abdelbaqi Benziane
- Ministre de la Formation et de l’Enseignement professionnels : Yacine Merabi
- Ministre de la Culture et des Arts : Wafa Chaâlal
- Ministre de la Jeunesse et des Sports : Abderezak Sebgag
- Ministre de la Numérisation et des Statistiques :  Hocine Cherhabil
- Ministre de la Poste et des Télécommunications : Karim Bibi Triki
- Ministre de la Solidarité nationale, de la Famille et de la Condition de la femme : Kaouthar Krikou
- Ministre de l'Industrie : Ahmed Zeghdar
- Ministre de l'Agriculture et du Développement rural : Mohamed Abdelhafid Henni
- Ministre de l'Habitat, de l’Urbanisme et de la Ville : Tarek Belarbi
- Ministre du Commerce et de la Promotion des exportations : Kamel Rezig
- Ministre de la Communication : Mohamed Bouslimani
- Ministre des Travaux publics : Kamel Nasri
- Ministre des Transports : Aïssa Bekkai
- Ministre des Ressources en eau : Karim Hasni
- Ministre du Tourisme et de l’Artisanat : Yacine Hammadi
- Ministre de la Santé : Abderrahmane Benbouzid
- Ministre du Travail, de l'Emploi et de la Sécurité sociale : Youcef Cherfa
- Ministre des Relations avec le Parlement : Basma Azouar
- Ministre de l’Environnement : Samia Moualfi
- Ministre de la Pêche et des Productions halieutiques : Hichem Sofiane Salaouatchi
- Ministre de l'Industrie pharmaceutique : Lotfi Benbahmad

- Ministres délégués :
  - Ministre délégué chargé des Micro-entreprises : Nassim Dhiafat
  - Ministre délégué chargé de l’Économie de la connaissance et des Starts-up : Yacine Oualid

#### Remaniement du 17 février 2022
Les nouveaux ministres sont indiqués en gras, ceux ayant changé d'attributions en italique.
- Premier ministre : Aïmene Benabderrahmane
- Ministre de la Défense nationale : Abdelmadjid Tebboune
- Ministre des Affaires étrangères et de la Communauté nationale à l'étranger : Ramtane Lamamra
- Ministre de l'Intérieur, des Collectivités locales et de l'Aménagement du territoire : Kamel Beldjoud
- Ministre de la Justice, garde des Sceaux : Abderrachid Tebbi
- Ministre des l'Énergie et des Mines : Mohamed Arkab
- Ministre des Finances : 
  - Abderrahmane Raouya (jusqu'au 14/06/2022)
  - Brahim Djamel Kassali (intérim jusqu'au 14/07/2022)[10]
- Ministre de la Transition énergétique et des Énergies renouvelables : Ben Attou Ziane
- Ministre des Moudjahidine et des Ayants droit : Laïd Rebigua
- Ministre des Affaires religieuses et des Wakfs : Youcef Belmehdi
- Ministre de l'Éducation nationale : Abdelhakim Belabed
- Ministre de l'Enseignement supérieur et de la Recherche scientifique : Abdelbaqi Benziane
- Ministre de la Formation et de l’Enseignement professionnels : Yacine Merabi
- Ministre de la Culture et des Arts : Soraya Mouloudji
- Ministre de la Jeunesse et des Sports : Abderezak Sebgag
- Ministre de la Numérisation et des Statistiques :  Hocine Cherhabil
- Ministre de la Poste et des Télécommunications : Karim Bibi Triki
- Ministre de la Solidarité nationale, de la Famille et de la Condition de la femme : Kaouthar Krikou
- Ministre de l'Industrie : Ahmed Zeghdar
- Ministre de l'Agriculture et du Développement rural : Mohamed Abdelhafid Henni
- Ministre de l'Habitat, de l’Urbanisme et de la Ville : Tarek Belarbi
- Ministre du Commerce et de la Promotion des exportations : Kamel Rezig
- Ministre de la Communication : Mohamed Bouslimani
- Ministre des Travaux publics : Kamel Nasri
- Ministre des Transports :
  - Aïssa Bekkai (jusqu'au 10/03/2022)
  - Kamel Nasri (intérim)
  - Abdallah Moundji (à partir du 24/03/2022)
- Ministre des Ressources en eau : Karim Hasni
- Ministre du Tourisme et de l’Artisanat : Yacine Hammadi
- Ministre de la Santé : Abderrahmane Benbouzid
- Ministre du Travail, de l'Emploi et de la Sécurité sociale : Youcef Cherfa
- Ministre des Relations avec le Parlement : Basma Azouar
- Ministre de l’Environnement : Samia Moualfi
- Ministre de la Pêche et des Productions halieutiques : Hichem Sofiane Salaouatchi
- Ministre de l'Industrie pharmaceutique : Lotfi Benbahmad

- Ministres délégués :
  - Ministre délégué chargé des Micro-entreprises : Nassim Dhiafat
  - Ministre délégué chargé de l’Économie de la connaissance et des Starts-up : Yacine Oualid

### Gouvernement du 8 septembre 2022
Les nouveaux ministres sont indiqués en gras, ceux ayant changé d'attributions en italique.
- Premier ministre : Aïmene Benabderrahmane
- Ministre de la Défense nationale : Abdelmadjid Tebboune
- Ministre des Affaires étrangères et de la Communauté nationale à l'étranger : Ramtane Lamamra
- Ministre de l'Intérieur, des Collectivités locales et de l'Aménagement du territoire : Brahim Merad
- Ministre de la Justice, garde des Sceaux : Abderrachid Tebbi
- Ministre des l'Énergie et des Mines : Mohamed Arkab
- Ministre des Finances : Brahim Djamel Kassali
- Ministre des Moudjahidine et des Ayants droit : Laïd Rebigua
- Ministre des Affaires religieuses et des Wakfs : Youcef Belmehdi
- Ministre de l'Éducation nationale : Abdelhakim Belabed
- Ministre de l'Enseignement supérieur et de la Recherche scientifique : Kamel Baddari
- Ministre de la Formation et de l’Enseignement professionnels : Yacine Merabi
- Ministre de la Culture et des Arts : Soraya Mouloudji
- Ministre de la Jeunesse et des Sports : Abderezak Sebgag
- Ministre de la Numérisation et des Statistiques :  Hocine Cherhabil
- Ministre de la Poste et des Télécommunications : Karim Bibi Triki
- Ministre de la Solidarité nationale, de la Famille et de la Condition de la femme : Kaouthar Krikou
- Ministre de l'Industrie : Ahmed Zeghdar
- Ministre de l'Agriculture et du Développement rural : Mohamed Abdelhafid Henni
- Ministre de l'Habitat, de l’Urbanisme et de la Ville : Tarek Belarbi
- Ministre du Commerce et de la Promotion des exportations : Kamel Rezig
- Ministre de la Communication : Mohamed Bouslimani
- Ministre des Travaux publics, de l'Hydraulique et des Infrastructures de base : Lakhdar Rakhroukh
- Ministre des Transports : Kamel Beldjoud
- Ministre du Tourisme et de l’Artisanat : Yacine Hammadi
- Ministre de la Santé : Abdelhak Saihi
- Ministre du Travail, de l'Emploi et de la Sécurité sociale : Youcef Cherfa
- Ministre des Relations avec le Parlement : Basma Azouar
- Ministre de l’Environnement et des Énergies renouvelables : Samia Moualfi
- Ministre de la Pêche et des Productions halieutiques : Hichem Sofiane Salaouatchi
- Ministre de l'Industrie pharmaceutique : Ali Aoun
- Ministre de l'Économie de la connaissance, des Start-up et des Micro-entreprises : Yacine Oualid
- Secrétaire général de la présidence : Abdallah Moundji[12]

### Gouvernement du 16 mars 2023
Les nouveaux ministres sont indiqués en gras, ceux ayant changé d'attributions en italique.
- Premier ministre :
  - Aïmene Benabderrahmane (jusqu'au 11/11/2023)
  - Nadir Larbaoui
- Ministre de la Défense nationale : Abdelmadjid Tebboune
- Ministre des Affaires étrangères et de la Communauté nationale à l'étranger : Ahmed Attaf
- Ministre de l'Intérieur, des Collectivités locales et de l'Aménagement du territoire : Brahim Merad
- Ministre de la Justice, garde des Sceaux : Abderrachid Tebbi
- Ministre de l'Énergie et des Mines : Mohamed Arkab
- Ministre des Finances : Laaziz Fayed
- Ministre des Moudjahidine et des Ayants droit : Laïd Rebigua
- Ministre des Affaires religieuses et des Wakfs : Youcef Belmehdi
- Ministre de l'Éducation nationale : Abdelhakim Belabed
- Ministre de l'Enseignement supérieur et de la Recherche scientifique : Kamel Beddari
- Ministre de la Formation et de l’Enseignement professionnels : Yacine Merabi
- Ministre de la Culture et des Arts : Soraya Mouloudji
- Ministre de la Jeunesse et des Sports : Abderrahmane Hammad[14]
- Ministre de la Numérisation et des Statistiques :  Meriem Benmouloud
- Ministre de la Poste et des Télécommunications : Karim Bibi Triki
- Ministre de la Solidarité nationale, de la Famille et de la Condition de la femme : Kaouthar Krikou
- Ministre de l'Agriculture et du Développement rural :
  - Mohamed Abdelhafid Henni (jusqu'au 28/11/2023)
  - Youcef Cherfa[15]
- Ministre de l'Habitat, de l’Urbanisme et de la Ville : Tarek Belarbi
- Ministre du Commerce et de la Promotion des exportations : Tayeb Zitouni
- Ministre de la Communication : 
  - Mohamed Bouslimani (jusqu'au 20/06/2023[16])
  - Fouzia Bendali (intérim)
  - Mohamed Laagab (à partir du 03/09/2023[17])
- Ministre des Travaux publics et des Infrastructures de base : Lakhdar Rekhroukh
- Ministre de l'Hydraulique : Taha Derbal
- Ministre des Transports :
  - Youcef Cherfa (jusqu'au 28/11/2023)
  - Mohamed El Habib Zahana
- Ministre du Tourisme et de l’Artisanat : Mokhtar Didouche
- Ministre de la Santé : Abdelhak Saihi
- Ministre du Travail, de l'Emploi et de la Sécurité sociale : Fayçal Bentaleb
- Ministre des Relations avec le Parlement : Basma Azouar
- Ministre de l’Environnement et des Énergies renouvelables : Fazia Dahlab[18]
- Ministre de la Pêche et des Productions halieutiques : Ahmed Badani
- Ministre de l'Industrie et de la Production pharmaceutique : Ali Aoun
- Ministre de l'Économie de la connaissance, des Start-up et des Micro-entreprises : Yacine Oualid
- Secrétaire général de la présidence : Abdallah Moundji

## Trombinoscope

### Premier ministre
| Image | Fonction         | Nom            | Parti       |
| ----- | ---------------- | -------------- | ----------- |
|       | Premier ministre | Nadir Larbaoui | Indépendant |

### Ministres
| Image | Fonction                                                                             | Nom                     | Parti |
| ----- | ------------------------------------------------------------------------------------ | ----------------------- | ----- |
|       | Ministre de la Défense nationale                                                     | Abdelmadjid Tebboune    | FLN   |
|       | Ministre des Affaires étrangères et de la Communauté nationale à l'étranger          | Ahmed Attaf             |       |
|       | Ministre de l'Intérieur, des Collectivités locales et de l'Aménagement du territoire | Brahim Merad            |       |
|       | Ministre de la Justice, garde des Sceaux                                             | Abderrachid Tebbi       |       |
|       | Ministre de l'Énergie et des Mines                                                   | Mohamed Arkab           |       |
|       | Ministre des Finances                                                                | Laaziz Fayed            |       |
|       | Ministre des Moudjahidine                                                            | Laïd Rebigua            |       |
|       | Ministre des Affaires religieuses et des Wakfs                                       | Youcef Belmehdi         |       |
|       | Ministre de l'Éducation nationale                                                    | Abdelhakim Belabed      |       |
|       | Ministre de l'Enseignement supérieur et de la Recherche scientifique                 | Kamel Baddari           |       |
|       | Ministre de la Formation et de l’Enseignement professionnels                         | Yassine Merabi          | MEB   |
|       | Ministre de la Culture                                                               | Soraya Mouloudji        |       |
|       | Ministre de la Jeunesse et des Sports                                                | Abderrahmane Hammad     |       |
|       | Haut-commissaire de la Numérisation et des Statistiques                              | Meriem Benmiloud        |       |
|       | Ministre de la Poste, des Télécommunications et du Numérique                         | Karim Bibi Triki        |       |
|       | Ministre de la Solidarité nationale, de la Famille et de la Condition de la femme    | Kaouthar Krikou         |       |
|       | Ministre de l'Agriculture                                                            | Youcef Cherfa           |       |
|       | Ministre de l'Habitat, de l’Urbanisme et de la Ville                                 | Tarek Belarbi           |       |
|       | Ministre du Commerce et de la Promotion des exportations                             | Tayeb Zitouni           | RND   |
|       | Ministre de la Communication                                                         | Mohamed Laagab          |       |
|       | Ministre des Travaux publics et des Infrastructures de base                          | Lakhdar Rekhroukh       |       |
|       | Ministre de l'Hydraulique                                                            | Taha Derbal             |       |
|       | Ministre des Transports                                                              | Mohamed El Habib Zahana |       |
|       | Ministre du Tourisme et de l’Artisanat                                               | Mokhtar Didouche        |       |
|       | Ministre de la Santé                                                                 | Abdelhak Saihi          |       |
|       | Ministre du Travail, de l’Emploi et de la Sécurité sociale                           | Fayçal Bentaleb         |       |
|       | Ministre des Relations avec le Parlement                                             | Bessma Azouar           | FM    |
|       | Ministre de l'Environnement et des Energies renouvelables                            | Fazia Dahlab            |       |
|       | Ministre de la Pêche et des Productions halieutiques                                 | Ahmed Bidani            |       |
|       | Ministre de l'Industrie et de la Production pharmaceutique                           | Ali Aoun                |       |
|       | Ministre de l'Économie de la connaissance, des Start-up et des Micro-entreprises     | Yacine Oualid           |       |